# Condado de Wabasha
El condado de Wabasha (en inglés: Wabasha County), fundado en 1849 y con su nombre dado por una estirpe de jefes indios, es un condado del estado estadounidense de Minnesota. En el año 2000 tenía una población de 21.610 habitantes con una densidad de población de 16 personas por km². La sede del condado es Wabasha aunque la ciudad más grande es Lake City.

## Geografía
Según la oficina del censo el condado tiene una superficie total de 1424 km² (549,8 mi²), de los que 1360 km² (525,1 mi²) son tierra y 64 km² (24,7 mi²) (4,51%) son agua. Dispone de numerosos lagos llamados: Cross, Half Moon, Maloney, McCarthy, Peterson y Robinson.

### Condados adyacentes
- Condado de Pepin - noreste
- Condado de Buffalo - este
- Condado de Winona - sureste
- Condado de Olmsted - sur
- Condado de Goodhue - oeste

### Principales carreteras y autopistas
- U.S. Autopista 10
- U.S. Autopista 71
- Carretera estatal 42
- Carretera estatal 60
- Carretera estatal 64
- Carretera estatal 247

## Demografía
Según el censo del 2000 la renta per cápita media de los habitantes del condado era de 42.117 dólares y el ingreso medio de una familia era de 50.480 dólares. En el año 2000 los hombres tenían unos ingresos anuales 33.053 dólares frente a los 24.316 dólares que percibían las mujeres. El ingreso por habitante era de 19.664 dólares y alrededor de un 6,00% de la población estaba bajo el umbral de pobreza nacional.

## Ciudades y pueblos
- Bellechester
- Elgin
- Hammond
- Kellogg
- Lake City
- Mazeppa
- Millville
- Minneiska
- Plainview
- Wabasha
- Zumbro Falls

### Municipios
- Municipio de Elgin
- Municipio de Gillford
- Municipio de Glasgow
- Municipio de Greenfield
- Municipio de Highland
- Municipio de Hyde Park
- Municipio de Lake
- Municipio de Mazeppa
- Municipio de Minneiska
- Municipio de Mount Pleasant
- Municipio de Oakwood
- Municipio de Pepin
- Municipio de Plainview
- Municipio de Watopa
- Municipio de West Albany
- Municipio de Zumbro

### Comunidades no incorporadas
- Camp Lacupolis
- Maple Springs
- Reads Landing
- South Troy
- Weaver